# ФДР (компанія)
«ФДР» — провідний український медіа-сервіс, що спеціалізується на послугах для радіо та телебачення, а також послугах звукозапису для виконавців.

## Історія
Компанію засновано 1998 року, щоб вибудувати у київському радіоефірі першу радіостанцію альтернативного формату «Радіо столиці».
На початку 1999 інвестори «Радіо столиці» змінили музичний формат станції, на що колектив відреагував звільненням. Частина працівників продовжила працювати над «ФДР».
Після того як було оформлено два релізи (збірник новорічних пісень українських груп «Музичні вподобання сучасного Діда Мороза» i дебютний альбом хмельницької групи Мотор'ролла «Тиск») компанія перепрофілювала роботу i зайнялася радіобізнесом.

## Діяльність
Компанія надає повний спектр послуг для радіо та телебачення, щоденне оновлення стрічки подій в світі музики, інтерв'ю з виконавцями, рецензії на пісні та альбоми, музичні чарти. Також компанія надає послуги звукозапису для виконавців та багато інших супроводжувальних послуг.

### Чарти
На сайті наявні наступні чарти:
- FDR Top 40[2]
- Ukrainian Top 20(#)[3]
- Dance Top 20[4]
- Rock Top 20[5]
- Dance Singles[6]
- Dance+ Singles[7]
- Pop Singles[8]
- Rock Singles[9]
- Ukrainian-Russian Singles[10]